# ستيفن بيلوفين
ستيفن بيلوفين (بالإنجليزية: Steven M. Bellovin)‏ هو باحث أمريكي في مجال شبكات الحاسوب وأمن الحاسوب. يعمل حاليا أستاذا في قسم علم الحاسوب بجامعة كولومبيا.